# Katele Kalumba
Katele Kalumba, zambijski polityk, narodowy sekretarz Ruchu na rzecz Wielopartyjnej Demokracji, były minister.
Katele Kalumba zajmuje stanowisko narodowego sekretarza Ruchu na rzecz Wielopartyjnej Demokracji (MMD, Movement for Multi-Party Democracy), partii rządzącej obecnie w Zambii. W 2002 Kalumba był przez krótki czas ministrem spraw zagranicznych w gabinecie prezydenta Leviego Mwanawasy. Wcześniej sprawował funkcję ministra finansów.